# Anna Zaja
Anna Zaja (Sigmaringen, 25 giugno 1991) è una tennista tedesca.

## Biografia
Anna Zaja ha vinto 6 titoli in singolare e 13 titoli nel doppio nel circuito ITF in carriera. Il 6 maggio 2019 ha raggiunto il best ranking mondiale nel singolare, nr 184; il 28 aprile 2014 ha raggiunto il miglior piazzamento mondiale nel doppio, nr 145.

## Statistiche ITF

### Singolare

#### Vittorie (6)
| Torneo $100.000 (0) |
| Torneo $80.000 (0)  |
| Torneo $75.000 (0)  |
| Torneo $60.000 (0)  |
| Torneo $50.000 (0)  |
| Torneo $25.000 (1)  |
| Torneo $15.000 (1)  |
| Torneo $10.000 (4)  |

| N. | Data             | Torneo                                     | Superficie      | Avversaria in finale   | Punteggio        |
| 1. | 16 aprile 2012   | ITF Women's Circuit Muscat, Mascate        | Cemento         | Laëtitia Sarrazin      | 6–2, 6–2         |
| 2. | 24 marzo 2014    | Heraklion Hellenic Zeus Circuit, Heraklion | Cemento         | Kathinka von Deichmann | 6-4, 6–1         |
| 3. | 1º febbraio 2016 | AEGON Pro Series Glasgow, Glasgow          | Cemento (i)     | Maia Lumsden           | 6–4, 6–3         |
| 4. | 14 marzo 2016    | Jolie Ville Golf Women's, Sharm el-Sheikh  | Cemento         | Anastasija Komardina   | 6-4, 7-5         |
| 5. | 19 marzo 2017    | Open GDF SUEZ de Gonesse, Gonesse          | Terra rossa (i) | Priscilla Heise        | 6–3, 2–6, 7–6(6) |
| 6. | 9 luglio 2018    | Schönbusch Open, Aschaffenburg             | Terra rossa     | Katharina Hobgarski    | 6-4, 7-5         |

#### Sconfitte (6)
| Torneo $100.000 (0) |
| Torneo $80.000 (0)  |
| Torneo $75.000 (0)  |
| Torneo $60.000 (0)  |
| Torneo $50.000 (0)  |
| Torneo $25.000 (2)  |
| Torneo $15.000 (1)  |
| Torneo $10.000 (3)  |

| N. | Data              | Torneo                                                                                                 | Superficie    | Avversaria in finale | Punteggio           |
| 1. | 19 settembre 2010 | ITF Women's Circuit Mytilene, Mitilene                                                                 | Cemento       | Despina Papamichail  | 6–3, 3–6, 5–7       |
| 2. | 30 gennaio 2011   | Segro International, Kaarst                                                                            | Sintetico (i) | Sarah Gronert        | 7–6(4), 6(5)–7, 3–6 |
| 3. | 7 giugno 2015     | Bluesun Pro Circuit, Bol                                                                               | Terra rossa   | Iva Mekoveć          | 3–6, 2–6            |
| 4. | 22 gennaio 2017   | Internationaler Württembergische Hallenmeisterschaften um den Südwestbank-Cup, Stoccarda               | Cemento (i)   | Markéta Vondroušová  | 6-3, 2-6, 1-6       |
| 5. | 2 luglio 2017     | Internationaler Württembergische Damen-Tennis-Meisterschaften um den Stuttgarter Stadtpokal, Stoccarda | Terra rossa   | Bernarda Pera        | 4-6, 4-6            |
| 6. | 30 giugno 2018    | Internationaler Württembergische Damen-Tennis-Meisterschaften um den Stuttgarter Stadtpokal, Stoccarda | Terra rossa   | Mandy Minella        | 4-6, 6-4, 1-6       |

### Doppio

#### Vittorie (13)
| Torneo $100.000 (0) |
| Torneo $80.000 (0)  |
| Torneo $75.000 (0)  |
| Torneo $60.000 (1)  |
| Torneo $50.000 (1)  |
| Torneo $25.000 (8)  |
| Torneo $15.000 (0)  |
| Torneo $10.000 (3)  |

| N.  | Data              | Torneo                                                           | Superficie    | Partner            | Rivali in finale                    | Risultato           |
| 1.  | 13 giugno 2011    | Sommercup Koeln, Colonia                                         | Terra rossa   | Vanessa Henke      | Carolin Daniels Christina Shakovets | 1–6, 6–3, [10–2]    |
| 2.  | 11 luglio 2011    | Darmstadt Tennis International, Darmstadt                        | Terra rossa   | Natela Dzalamidze  | Hana Birnerová Karolína Plíšková    | 7–5, 2–6, [10–6]    |
| 3.  | 9 aprile 2012     | UAE Women's Fujairah Tennis & Country Club, Emirato di Fujaira   | Cemento       | Jana Sizikova      | Fatma Al-Nabhani Kyra Shroff        | 6-4, 6-1            |
| 4.  | 17 settembre 2012 | Royal Cup NLB Montenegro, Podgorica                              | Terra rossa   | Nicole Clerico     | Mailen Auroux María Irigoyen        | 4–6, 6–3, [11–9]    |
| 5.  | 20 maggio 2013    | Morocco Tennis Tour Rabat, Casablanca                            | Terra rossa   | Justine Ozga       | Elica Kostova Sandra Zaniewska      | 6-4, 6-2            |
| 6.  | 30 ottobre 2015   | Büschl Open, Ismaning                                            | Sintetico (i) | Lena Rüffer        | Michaela Boev Hristina Dishkova     | 5–7, 7–6(3), [10–3] |
| 7.  | 11 luglio 2016    | Schönbusch Open, Aschaffenburg                                   | Terra rossa   | Nicola Geuer       | Dalila Jakupović Lu Jiajing         | 6-4, 6-4            |
| 8.  | 8 agosto 2016     | Hechingen Ladies Open, Hechingen                                 | Terra rossa   | Nicola Geuer       | Vivian Heisen Pia König             | 6–3, 6–1            |
| 9.  | 27 gennaio 2017   | Open GDF SUEZ 42, Andrézieux-Bouthéon                            | Cemento (i)   | Nicola Geuer       | Ana Bogdan Ioana Loredana Roșca     | 6-3, 2-2 rit.       |
| 10. | 9 aprile 2017     | St. Dominic USTA Pro Circuit $25,000 Women's Challenger, Jackson | Terra verde   | Alla Kudrjavceva   | Alexa Guarachi Ronit Yurovsky       | 6–2, 6-0            |
| 11. | 23 luglio 2017    | Baja Ladies Open, Baja                                           | Terra rossa   | Chantal Škamlová   | Ágnes Bukta Vivien Juhászová        | 6(5)–7, 6–1, [11–9] |
| 12. | 7 aprile 2018     | Forte Village International Tournament, Pula                     | Terra rossa   | Valerija Solov'ëva | Manon Arcangioli Chantal Škamlová   | 7-5, 6-3            |
| 13. | 23 febbraio 2019  | AEGON Pro Series Glasgow, Glasgow                                | Cemento (i)   | Lesley Kerkhove    | Freya Christie Jana Fett            | 6–3, 3–6, [10–3]    |

#### Sconfitte (14)
| Torneo $100.000 (0) |
| Torneo $80.000 (0)  |
| Torneo $75.000 (0)  |
| Torneo $60.000 (0)  |
| Torneo $50.000 (1)  |
| Torneo $25.000 (6)  |
| Torneo $15.000 (0)  |
| Torneo $10.000 (7)  |

| N.  | Data              | Torneo                                                                                                 | Superficie  | Partner             | Rivali in finale                      | Risultato         |
| 1.  | 11 ottobre 2009   | Les Franqueses Del Valles Open, Les Franqueses del Vallès                                              | Terra rossa | Efrat Mishor        | Ximena Hermoso Garbiñe Muguruza       | 2-6, 2-6          |
| 2.  | 24 luglio 2010    | BMW AHG Cup, Horb am Neckar                                                                            | Terra rossa | Korina Perkovic     | Simona Dobrá Lucie Kriegsmannová      | 7–5, 2–6, [10–6]  |
| 3.  | 31 luglio 2010    | Knoll Open, Bad Saulgau                                                                                | Terra rossa | Ana Jovanović       | Elise Tamaëla Scarlett Werner         | 6-4, 6-1          |
| 4.  | 28 agosto 2010    | Doboj Ladies Open, Doboj                                                                               | Terra rossa | Alexandra Damaschin | Jasmina Kajtazovič Zuzana Zlochová    | 4–6, 6–3, [11–9]  |
| 5.  | 2 aprile 2012     | Bahrain Women's Circuit, Manama                                                                        | Cemento     | Jana Sizikova       | Abbie Myers Anna Tjulpa               | 3–6, 6–3, [11–13] |
| 6.  | 7 maggio 2012     | ITF Women's Circuit Istanbul, Istanbul                                                                 | Cemento     | Fatma Al-Nabhani    | Başak Eraydın Melis Sezer             | 2-6, 6-3, [7-10]  |
| 7.  | 20 ottobre 2012   | AEGON Pro Series Glasgow, Glasgow                                                                      | Cemento (i) | Nicole Clerico      | Justyna Jegiołka Diāna Marcinkēviča   | 2-6, 1-6          |
| 8.  | 4 maggio 2013     | Wiesbaden Tennis Open, Wiesbaden                                                                       | Terra rossa | Dinah Pfizenmaier   | Gabriela Dabrowski Sharon Fichman     | 3-6, 3-6          |
| 9.  | 28 settembre 2013 | Telavi Open, Telavi                                                                                    | Terra rossa | Maša Zec Peškirič   | Maria Elena Camerin Anja Prislan      | 5–7, 2–6          |
| 10. | 8 marzo 2014      | Women's ITF Irapuato Club de Golf Santa Margarita, Irapuato                                            | Cemento     | Irina Chromačëva    | Denise Muresan Indy de Vroome         | 4-6, 7-5, [7-10]  |
| 11. | 17 gennaio 2016   | Internationaler Württembergische Hallenmeisterschaften um den Südwestbank-Cup, Stoccarda               | Cemento (i) | Laura Schäder       | Anna Blinkova Marija Marfutina        | 6-0, 4-6, [8-10]  |
| 12. | 7 febbraio 2016   | AEGON Pro Series Glasgow, Glasgow                                                                      | Cemento (i) | Fatma Al-Nabhani    | Nina Stadler Kimberley Zimmermann     | 2-6, 6(7)-7       |
| 13. | 7 agosto 2016     | Knoll Open, Bad Saulgau                                                                                | Terra rossa | Nicola Geuer        | Irina Maria Bara Oleksandra Korašvili | 5-7, 6-4, [4-10]  |
| 14. | 2 luglio 2017     | Internationaler Württembergische Damen-Tennis-Meisterschaften um den Stuttgarter Stadtpokal, Stoccarda | Terra rossa | Laura Schäder       | Kseniia Bekker Raluca Șerban          | 3–6, 7–5, [5–10]  |